# 여걸파이브
《여걸파이브》(여걸5)는 대한민국의 KBS 2TV에서 2004년 4월 4일부터 2005년 5월 1일까지 방송되었던 《일요일은 101%》와 《해피선데이》 코너 중의 하나이다.

## 역대 출연진
- 지석진 - 메인 MC
- 조혜련
- 이경실
- 정선희
- 강수정
- 옥주현

## 같이 보기
- 여걸식스 - 후속작
- 하이파이브